# Nguyên sinh động vật học

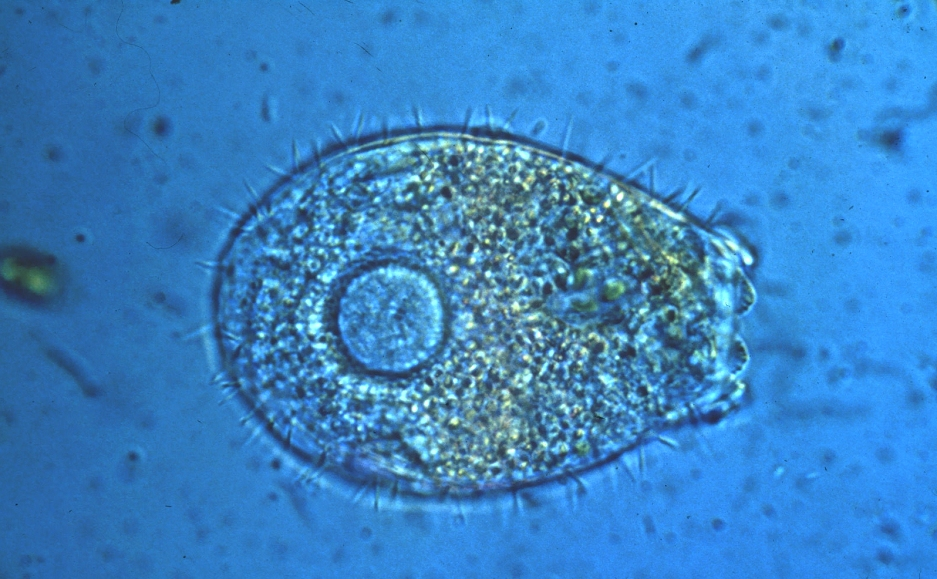
Động vật nguyên sinh là những sinh vật sống ở nước ngọt, nước mặn và đất với số lượng loài rất lớn. Có thể nhìn thấy một con amip có vỏ thuộc chi/giống Euglypha trong hình. Nhân tế bào có thể được nhìn thấy rõ ràng ở trong tế bào, phía bên trái.

Nguyên sinh động vật học là một phân ngành của Sinh học nghiên cứu về động vật nguyên sinh, là những sinh vật nguyên sinh "giống động vật" (tức là có thể di chuyển và dị dưỡng). Động vật nguyên sinh là một bộ phận của giới Nguyên sinh (Protista). Chúng là những sinh vật sống tự do được tìm thấy ở hầu hết mọi môi trường sống. Tất cả con người đều có động vật nguyên sinh sống trên cơ thể của họ, và nhiều người có thể bị nhiễm một hoặc nhiều động vật nguyên sinh trong suốt cuộc đời của họ. Ví dụ bệnh toxoplasmosis và giardiasis là do động vật nguyên sinh gây ra.

## Lịch sử
Antonie van Leeuwenhoek là người đầu tiên phát hiện ra động vật nguyên sinh bằng kính hiển vi do ông chế tạo. Thuật ngữ "nguyên sinh động vật học" (tiếng Anhː protozoology) đã trở nên phổ biến khi sự hiểu biết về các mối quan hệ tiến hóa của sinh vật nhân thực đã được cải thiện và đây cũng là tiền thân của thuật ngữ "nguyên sinh vật học" (tiếng Anhː protistology). Ví dụ, Hiệp hội Nguyên sinh động vật học được thành lập năm 1947 có tên tiếng Anh là Society of Protozoologists, được đổi tên thành International Society of Protistologists vào năm 2005. Tuy nhiên, thuật ngữ cũ hơn được giữ lại trong một số trường hợp (ví dụ, tạp chí khoa học Ba Lan Acta Protozoologica).